# Артурс Алберінгс
Артурс Алберінгс (латис. Arturs Alberings; 26 грудня 1876 — 26 квітня 1934) — латиський агроном, політик і громадський діяч, восьмий прем'єр-міністр Латвії, міністр фінансів і сільського господарства.

## Біографічні дані
Вивчав сільське господарство в Харкові, Норвегії та Німеччині.
Розпочав свою політичну діяльність після Лютневої революції 1917 року. Був одним із засновників Латиського селянського союзу, членом Сейму 1-3 скликань. Також був членом Конституційних зборів, брав участь у роботі слідчих комісій з питань сільського господарства і державної зради.